# CCDC106
CCDC106 (англ. Coiled-coil domain containing 106) – білок, який кодується однойменним геном, розташованим у людей на довгому плечі 19-ї хромосоми. Довжина поліпептидного ланцюга білка становить 280 амінокислот, а молекулярна маса — 32 032.
| 10         |  | 20         |  | 30         |  | 40         |  | 50         |
| ---------- |  | ---------- |  | ---------- |  | ---------- |  | ---------- |
| MNDRSSRRRT |  | MKDDETFEIS |  | IPFDEAPHLD |  | PQIFYSLSPS |  | RRNFEEPPEA |
| ASSALALMNS |  | VKTQLHMALE |  | RNSWLQKRIE |  | DLEEERDFLR |  | CQLDKFISSA |
| RMEAEDHCRM |  | KPGPRRMEGD |  | SRGGAGGEAS |  | DPESAASSLS |  | GASEEGSASE |
| RRRQKQKGGA |  | SRRRFGKPKA |  | RERQRVKDAD |  | GVLCRYKKIL |  | GTFQKLKSMS |
| RAFEHHRVDR |  | NTVALTTPIA |  | ELLIVAPEKL |  | AEVGEFDPSK |  | ERLLEYSRRC |
| FLALDDETLK |  | KVQALKKSKL |  | LLPITYRFKR |  |            |  |            |

A: Аланін

C: Цистеїн

D: Аспарагінова кислота

E: Глутамінова кислота

F: Фенілаланін

G: Гліцин

H: Гістидин

I: Ізолейцин

K: Лізин

L: Лейцин

M: Метіонін

N: Аспарагін

P: Пролін

Q: Глутамін

R: Аргінін

S: Серин

T: Треонін

V: Валін

W: Триптофан

Кодований геном білок за функцією належить до фосфопротеїнів. 
Локалізований у ядрі.